# Dade megye (Missouri)
Dade megye az Amerikai Egyesült Államokban, azon belül Missouri államban található. Megyeszékhelye és legnagyobb városa Greenfield. Lakosainak száma 7569 fő (2020. április 1.). Dade megye Cedar, Lawrence, Barton, Jasper, Polk és Greene megyékkel határos.

## Népesség
A megye népességének változása:
| Lakosok száma | 7862 | 7779 | 7565 | 7578 | 7595 | 7569 |
|               | 2010 | 2011 | 2012 | 2013 | 2015 | 2020 |